# Kuala Lumpur War Crimes Commission
Die Kuala Lumpur War Crimes Commission oder kurz KLWCC (deutsch: Kuala-Lumpur-Kriegsverbrecherkommission) war eine vor allem bis 2013 aktive malaysische Organisation und war im Jahre 2007 von Mahathir bin Mohamad ins Leben gerufen worden. Mahathir Mohamad erklärte das Einsetzen der KLWCC als Alternative zum internationalen Strafgerichtshof in Den Haag, welchem er eine Voreingenommenheit bei der Auswahl von Verfahren anrechnete.

## Vorsitz
Der Vorsitz der KLWCC wurde mit der Absicht gegründet, Beschwerden von Kriegsopfern durch Kriege und bewaffneten Konflikten in Bezug auf Verbrechen gegen den Frieden, Kriegsverbrechen, Verbrechen gegen die Menschlichkeit und andere ähnliche völkerrechtlich anerkannte Straftaten, zu überprüfen und überwachen. Der Vorsitz besteht aus:
- Mahathir Mohamad (Chairman)
- Alfred Webre
- Richard Falk[4]
- Zacharia Yatim – ehemaliger Malaysischer Bundesrichter
- Tunku Sofiah Jewa – Rechtsanwalt und Autor zahlreicher Publikationen zum Völkerrecht
- Salleh Buang – ehemaliger Generalstaatsanwalt
- Niloufer Bhagwat
- Shad Saleem Faruqi – prominenter Professor des Rechts[5]

## Urteile auf Berufung der universellen Gerichtsbarkeit
Im November 2011 sprach das Gericht unter der Berufung auf eine universelle Gerichtsbarkeit in Abwesenheit den ehemaligen US-Präsidenten George W. Bush und den ehemaligen britischen Premierminister Tony Blair der Verbrechen gegen den Frieden schuldig, begründend auf die rechtswidrige Invasion des Irak. Erklärter Kriegsgrund war ein Vorhandensein von Massenvernichtungswaffen, von denen keine gefunden wurden.
Im Mai 2012 wurden vom Schiedsgericht, nach Anhörungen von Zeugenaussagen von Folteropfern aus Abu Ghraib und Guantanamo, einstimmig der ehemalige US-Präsident Bush, der ehemalige Vizepräsident Dick Cheney, der ehemalige Verteidigungsminister Donald Rumsfeld, die früheren stellvertretenden Generalstaatsanwälte John Yoo und Jay Bybee, der ehemalige Generalstaatsanwalt Alberto Gonzales und die ehemaligen Berater David Addington und William Haynes II in Abwesenheit der Verschwörung schuldig gesprochen, Kriegsverbrechen zu begehen, insbesondere Folter. Das Gericht überbrachte seine Ergebnisse der Chefanklägerin des Internationalen Gerichtshofs in Den Haag.
Nach diesem "Urteil" war keine Aktivität mehr nachweisbar, auch wenn der Verschwörungstheoretiker Michel Chossudovsky und andere hofften, die Organisation für eine Verurteilung Israels reaktivieren zu können.

## Legitimität des Tribunals
Der ehemalige UN-Spezialberichterstatter über die Unabhängigkeit von Richtern und Anwälten, Param Cumaraswamy, erläuterte, das Gericht sei ein privates Unternehmen ohne rechtliche Grundlage, und bezweifelt seine Legitimität. Das Gericht habe kein UN-Mandat oder Anerkennung, keine Macht um Verhaftungen anzuordnen oder eine Strafe zu verhängen und es ist nicht ersichtlich, dass seine Urteile anderen als symbolischen Charakter hätten.
In einer Aussage des Tribunals auf dessen Website heißt es: "Für den Fall, dass dieses Gericht einen der Angeklagten verurteilt, ist die einzige Sanktion, dass der Name des Schuldigen im Kriegsverbrecherregister der Kommission eingetragen und weltweit veröffentlicht wird."